# Дарлінгтон Арена
«Дарлінгтон Арена» — стадіон для регбі, розташований у Дарлінгтоні, графство Дарем.
Арена була відкрита влітку 2003 року як новий домашній майданчик ФК «Дарлінгтон» після рішення залишити свій попередній майданчик, Фітемс, після сезону 2002—2003. З місткістю 25 000 місць арена рідко приваблювала великі натовпи, зазвичай відвідуваність становить близько 2 000.
У грудні 2012 року, після чуток про те, що арену можуть закрити та замінити на іншу, як повідомлялося, команда з регбі Darlington Mowden Park RFC придбала арену за 2 мільйони фунтів стерлінгів; власник клубу пізніше заявив, що він вірить, що арена може привести до набагато більшого успіху клубу.